# Groupe SEB
Die SEB S.A. ist ein börsennotierter Hersteller von Elektrokleingeräten, Haushaltswaren und Kochgeschirr mit Sitz in Écully bei Lyon. Die SEB ist in über 160 Ländern weltweit vertreten.
SEB ist ein Akronym für Société d’Emboutissage de Bourgogne, übersetzt „Burgunder Blechstanzgesellschaft“
Das Unternehmen gilt als Weltmarktführer für elektrische Haushaltskleingeräte.

## Geschichte
Das Unternehmen wurde 1857 von Antoine Lescure in Selongey, Frankreich, gegründet und später durch seine Enkel und Urenkel fortgesetzt. 1944 nannte es sich in Groupe S.E.B. (Société d’Emboutissage de Bourgogne) um. Seit 1952 ist es eine Aktiengesellschaft. Im Haushaltsgerätemarkt ist es seit 1962 vertreten. Hinzugekauft wurden Tefal (1968), Calor und Vogalu (1972), Rowenta (1988) und weitere Unternehmen. 2002 kam Moulinex/Krups hinzu, 2005 Lagostina. 1976 wechselte der Hauptsitz von Selongey nach Écully (nahe Lyon). 2019 übernahm SEB den US-amerikanischen Kaffeemaschinenhersteller Wilbur Curtis.

### SEB in Deutschland
Groupe SEB ist auch in Deutschland engagiert: u.a. wurden Tefal (1968), Rowenta (1988), WMF und Emsa (2016) übernommen.
Der Deutschlandsitz des Unternehmens wurde 2015 von Offenbach am Main nach Frankfurt am Main verlegt. Der Zentralkundendienst befindet sich in Solingen.

## Aktionärsstruktur
Die Groupe SEB wird kontrolliert von den zwei Familienholdings Venelle Investissement und Fédéractive, die die Nachfahren der Unternehmensgründer repräsentieren.
(Stand: 31. Dezember 2023):
| Aktionär                     | Kapitalanteil | Stimmrechtsanteil |
| Familie Lescure (*)          | 34,2 %        | 40,1 %            |
| FÉDÉRACTIVE (**)             | 7,2 %         | 9,5 %             |
| Thierry de La Tour d'Artaise | 0,8 %         | 1,0 %             |
| Zwischensumme                | 42,2 %        | 50,6 %            |
| BPI France                   | 5,2 %         | 3,5 %             |
| FSP                          | 4,7 %         | 6,3 %             |
| Peugeout Invest              | 4,0 %         | 5,3 %             |
| eigene Mitarbeiter           | 2,8 %         | 3,0 %             |
| Streubesitz                  | 40,5 %        | 31,0 %            |
| eigene Anteile               | 0,5 %         | 0,3 %             |
| ---------------------------- | ------------- | ----------------- |

(*) Poolvertrag der Familie Lescure vom 27. Feb. 2019
(**) Gründerfamilie

## Marken
Unternehmenszweige und Markennamen der SEB-Gruppe sind:

### Internationale Marken
- Emsa
- Rowenta
- Tefal
- Moulinex
- Krups
- All-Clad
- Lagostina
- Kaiser Backformen
- WMF
- Silit
- Schaerer

### Lokale Marken
- Calor
- SEB
- T-fal
- AirBake
- MIRRO
- REGAL
- WearEver
- ARNO
- Clock
- PANEX
- PENEDO
- Rochedo
- Samouraï
- Supor

## Produktsortiment
- Kochgeschirr (antihaftbeschichtetes Kochgeschirr, Schnellkochtöpfe, …)
- Elektrisches Kochen (Fritteusen, Dampfgarer, Öfen, Grills, Waffeleisen, …)
- Essenszubereitung (Küchenmaschinen, Handrührer, …)
- Getränkezubereitung (Espresso-/ Kaffeemaschinen, Wasserkocher, …)
- Bügeln, Beauty, Klima (Bügeleisen, Dampfgeneratoren, elektronische Waagen, Heizlüfter, …)
- Saugen (Staubsauger, Akkusauger, …)
- Spielkonsolen (Telescore 750, Telescore 751 und Telescore 752)

SEB hält mehr als 1.000 aktive Patente und bringt mehr als 200 neue Produkte pro Jahr auf den Markt. 60 % aller Produkte sind nicht älter als drei Jahre. Mit mehr als 40 Produktfamilien deckt die Groupe SEB alle Bereiche des Marktes für kleine Haushaltsgeräte ab und ist weltweit in mehr als 160 Ländern und mit 57 Verkaufsniederlassungen vertreten.